# فهرست فیلم‌های ارسالی ارمنستان برای جایزه اسکار بهترین فیلم بین‌المللی
در زیر فهرست فیلم‌های ارسالی ارمنستان برای جایزه اسکار بهترین فیلم بین‌المللی (انگلیسی: List of Armenian submissions for the Academy Award for Best International Feature Film) آورده شده‌است:
| سال (مراسم) | عنوان به‌کاربردشده فیلم در زمان نامزدی | عنوان اصلی                              | زبان(ها)                                                  | کارگردان                             | نتیجه        |
| ----------- | ------------------------------------- | --------------------------------------- | --------------------------------------------------------- | ------------------------------------ | ------------ |
| ۲۰۰۱ 74ام   | سمفونی سکوت                           | Լռության Սիմֆոնիա (Lrutyan Simfonia)    | زبان ارمنی                                                | ویگن چالدرانیان                      | نامزد نشد    |
| ۲۰۰۳ 76ام   | ودکا لیموترش                          | Vodka Lemon                             | زبان‌های کردی، زبان ارمنی، زبان روسی، زبان فرانسوی         | Hiner Saleem                         | نامزد نشد    |
| ۲۰۰۹ 82ام   | Autumn of the Magician                | Հրաշագործի աշունը (Hrashagortsi ashune) | زبان ایتالیایی                                            | Ruben Gevorkyants & Vahe Gevorkyants | نامزد نشد    |
| ۲۰۱۲ 85ام   | If Only Everyone                      | Եթե բոլորը (Ete bolore)                 | زبان ارمنی                                                | Nataliya Belyauskene                 | نامزد نشد    |
| ۲۰۱۶ 89ام   | زمین‌لرزه                              | երկրաշարժ                               | زبان ارمنی                                                | ساریک آندرئاسیان                     | Disqualified |
| ۲۰۱۷ 90ام   | یه‌وا                                  | Եվա                                     | زبان ارمنی                                                | آناهید آباد                          | نامزد نشد    |
| ۲۰۱۸ 91ام   | اسپیتاک                               | ՍՊԻՏԱԿ                                  | زبان ارمنی                                                | Alexander Kott                       | نامزد نشد    |
| ۲۰۱۹ 92ام   | شب طولانی                             | Էրկեն Կիշեր                             | زبان ارمنی                                                | Edgar Baghdasaryan                   | نامزد نشد    |
| ۲۰۲۰ 93ام   | ترانه‌های سوقومون                      | Սողոմոնի երգերը                         | زبان ارمنی                                                | Arman Nshanian                       | نامزد نشد    |
| ۲۰۲۱ 94ام   | زمانی که باد آرام بگیرد               | Si le vent tombe Երբ որ քամին հանդարտվի | زبان‌های زبان فرانسوی، زبان ارمنی، زبان انگلیسی، زبان روسی | نورا مارتیروسیان                     | نامزد نشد    |